# Arsène Lupin
|  | Per a altres significats, vegeu «Arsène Lupin (pel·lícula)». |

Arsène Lupin és un personatge de ficció francès creat per Maurice Leblanc. Aquest senyor lladre és particularment conegut pel seu talent a utilitzar disfresses i canviar d'identitat per cometre els delictes.
L'heroi apareix per primera vegada al conte L'arrestation d'Arsène Lupin, publicat a la revista Je sais tout el juliol de 1905. El seu creador, Maurice Leblanc, reprèn aquest relat a la col·lecció Arsène Lupin, senyor-lladre publicat el mateix curs. Davant del creixent èxit del personatge amb els lectors, les seves aventures van aparèixer des de 1905 fins a la mort de l'autor el 1941, en divuit novel·les, trenta-nou contes i cinc obres de teatre.
Les seves nombroses aventures tenen lloc a França durant la Belle Époque i els anys 20, períodes durant els quals Arsène Lupin segueix el camí del pensament de l'autor: les simpaties anarquistes de Lupin en les primeres novel·les desapareixen en les obres escrites durant la Gran Guerra, en què Lupin es torna molt patriòtic. Sobretot, deixa de ser un lladre per a convertir-se en detectiu.
A més d'esportista i lluitador experimentat, té un do per a les disfresses i mostra sagacitat, habilitats que utilitza per superar qualsevol situació complicada. A més, el seu costat infantil i encantador, de burla voluntària, juntament amb un personatge torturat i misteriós, el convertien en un personatge popular que encarnava la figura del lladre senyor de la Belle Époque.
La seva fama a l'estranger li va valer tant adaptacions cinematogràfiques americanes com adaptacions de manga d'autors japonesos. El seu nom també està vinculat a la ciutat francesa d'Étretat, a Normandia, que és el centre de diverses de les seves aventures, entre les quals L'aiguille creuse va contribuir al mite que envolta el lloc.
Finalment, la seva popularitat va permetre l'aparició d'un neologisme, la lupinologia. Aquest terme designa l'estudi de les aventures de Lupin per part dels admiradors de l'obra de Maurice Leblanc, com ho és la holmesologia entre els seguidors de Sherlock Holmes.